# جورجبس فرس النهر

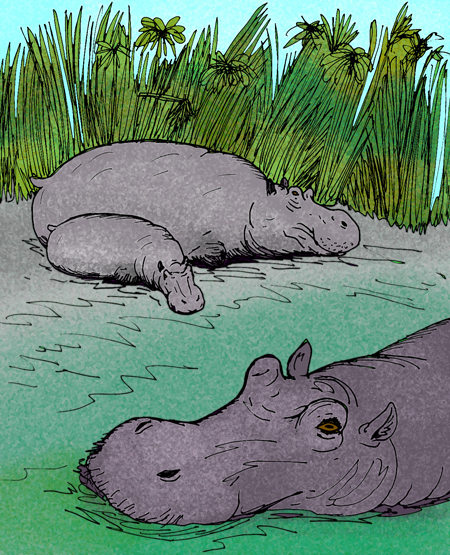
انطباع فنان

جورجپس فرس النهر (Hippopotamus gorgops، "جورجون فرس النهر"، يعني "فرس النهر المخيف") هو نوع منقرض من فرس النهر، ظهر أولًا في أفريقيا خلال الميوسين المتأخر ثم هاجر في نهاية المطاف إلى أوروبا خلال البليوسين المبكر (حيث كان الاكتشاف الأول لحفرياته) وانقرض قبل العصر الجليدي، طوله كان 4.3 أمتار وارتفاع كتفيه كان 2.1 متر ووزنه كان 3900 كيلوجرام، حجم الجورجپس كان أكبر بكثير من أقاربه الموجودين حاليًا.

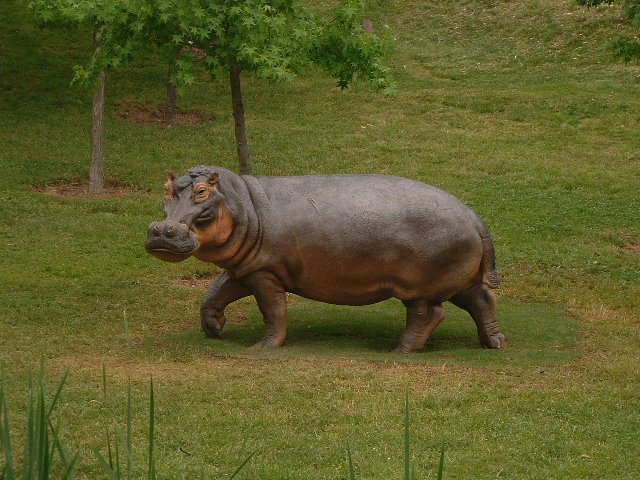
موديل